# Парламентские выборы в Пакистане (1988)
Всеобщие выборы в Пакистане прошли 16 ноября 1988 года. На них избиралось 336 членов обеих палат парламента Пакистана, Национальной ассамблеи и Сената. Пакистанская народная партия под руководством Беназир Бхутто одержала победу над технократическим правительством убитого ранее генерала Мухаммеда Зия-уль-Хака, получив 94 места Национальной ассамблеи. Победа ПНП стала второй в истории парламентских выборов в стране, Беназир Бхутто стала первой женщиной-руководителем мусульманского государства. Наваз Шариф стал лидером Оппозиции в парламенте. Явка составила 43,5 %.

## Предвыборная обстановка
После выборов 1977 года Пакистанская народная партия получила конституционное большинство. Однако, в результате беспорядков и гражданского неповиновения после военного переворота власть в стране захватил генерал Мухаммед Зия-уль-Хак, а премьер-министр Зульфикара Али Бхутто был смещён с поста. Военное положение в Пакистане было отменено в 1985 году, были проведены непартийные выборы и премьер-министром был назначен Мухаммад Хан Джунеджо.
29 мая 1988 года Национальная ассамблея была досрочно распущена Зия-уль-Хаком, который заявил, что кабинет министров Джунеджо был коррумпирован и неэффективным. Новые выборы были первоначально назначены на 20 июля 1988 года и должны были вновь стать непартийными. Зия-уль-Хак погиб 17 августа, а 2 октября Верховный суд отменил запрет на политические партии и позволил проводить выборы на партийной основе.

## Предвыборная кампания
На места в Национальной ассамблее претендовали 1370 кандидатов. Выборная кампания продолжалась месяц и оставалась в целом мирной.
После смерти Зия-уль-Хака демократические социалисты и гражданские партии объединились и проводили кампанию на платформе ПНП под руководством Беназир Бхутто. Ранее Движение за восстановление демократии, пытавшееся свергнуть военную диктатуру, было разгромлено Зия Уль-Хаком. Кампания ПНП обещала бороться с терророзмом в Пакистане и ограничить власть профсоюзов. Программа консерваторов под руководством Наваза Шарифа в основном сводилась к индустриализации и приватизации.
Либеральное Движение Муттахида Кауми (MQM) не участвовало в выборах, но несколько членов движения баллотировались как независимые.

## Результаты
| Партия                                       | Голоса     | %    | Места |
| -------------------------------------------- | ---------- | ---- | ----- |
| Пакистанская народная партия                 | 7 546 561  | 38,5 | 94    |
| Исламский демократический альянс             | 5 908 741  | 30,2 | 56    |
| Пакистанский альянс Авами                    | 848 119    | 4,2  | 3     |
| Национальная партия Авами                    | 409 555    | 2,1  | 2     |
| Собрание исламских клериков (Fazl-ur-Rehman) | 360 526    | 1,8  | 7     |
| Пенджабский пуштунский альянс                | 105 061    | 0,5  | 0     |
| Пакистанская национальная партия             | 104 442    | 0,5  | 0     |
| Национальная народная партия (Khar)          | 97 363     | 0,5  | 1     |
| Пакистанская демократическая партия          | 80 743     | 0,4  | 1     |
| Белуджистанский национальный альянс          | 59 248     | 0,3  | 2     |
| Пакистанская мусульманская лига (MQ)         | 55 052     | 0,3  | 0     |
| Пакистанский альянс Милли Авами              | 46 562     | 0,2  | 0     |
| Собрание исламских клериков (Darkhasti)      | 44 964     | 0,2  | 1     |
| Tehrik-e-Jafaria (Arif Hussaini)             | 42 261     | 0,2  | 0     |
| 15 прочих пратий                             | 51 656     | 0,3  | 0     |
| Независимые                                  | 3 829,705  | 19,5 | 40    |
| Недействительных/пустых бюллетеней           | 313 926    | -    | -     |
| Всего                                        | 19 904 440 | 100  | 207   |
| Источник: Nohlen et al.                      |            |      |       |